# 퍼즐앤드래곤 Z의 몬스터 목록
이 문서는 퍼즐앤드래곤 Z에 등장하는 모든 몬스터들의 정보를 한 곳에 담아낸 문서이다. 참고로 원작과는 달리 타입의 분류에서부터 차이점이 존재하는데, 예를 들어 드래곤 타입의 경우 진룡 타입과 환룡 타입으로 나뉜다. 또한 이미 나온 몬스터들의 경우 공식 한글판 명칭을 따른다.

## 애니멀타입
- 1. 키메라
- 2. 우르'키마이라
- 3. 시사'키메라                                                                                                                                                                                               * 4. 기블'키마이라                                                                                                                                                                                              == 뮤턴트 타입 ==
- 1. 파이링
- 2. 버브링
- 3. 우드링
- 4. 샤이링
- 5. 데비링
- 6. 메가 파이링
- 7. 메가 버브링
- 8. 메가 우드링
- 9. 메가 샤이링
- 10. 메가 데비링
- 11. 기가 파이링
- 12. 기가 버브링
- 13. 기가 우드링
- 14. 기가 샤이링
- 15. 기가 데비링